# Aspila citrea
Aspila citrea är en fjärilsart som beskrevs av Robert W. Poole och Mitter 1993. Aspila citrea ingår i släktet Aspila och familjen nattflyn. Inga underarter finns listade i Catalogue of Life.